# Opq32
 (août 2008).
Si vous disposez d'ouvrages ou d'articles de référence ou si vous connaissez des sites web de qualité traitant du thème abordé ici, merci de compléter l'article en donnant les références utiles à sa vérifiabilité et en les liant à la section « Notes et références ».
L'OPQ32 (Occupational personnality questionnaire) est un test de personnalité utilisé dans le cadre du recrutement. Certains cabinets de recrutement et entreprises y ont recours afin d'évaluer l'aptitude du candidat à tenir le poste auquel il postule.